# Shixinggia oblita
Shixinggia oblita — вид ящеротазових динозаврів родини Овірапторові (Oviraptoridae), що жив наприкінці крейдяного періоду (70-65 млн років тому). Скам'янілості знайдені у відкладеннях пісковику формування Піньлінь поблизу міста Шисінь у провінції Ґуандун у Китаї. Голотип BPV-112 являє собою рештки посткраніального скелета. Розрахункова довжина тіла становить 1,5 м, вага 40 кг.